# Račerovice
Račerovice, dříve také Racerovice (1869) nebo Račeřovice (1880) (německy Raczerowitz, Ratscherowitz); s předložkou 4. pád do Račerovic, 6. pád v Račerovicích; původně Vračerovice, jsou vesnice asi šest kilometrů severně od Třebíče, jejíž jsou částí. Ve vesnici žije 154 obyvatel.

## Historie
V roce 1558 v Račerovicích žilo 8 láníků a dva dvořáci tj. majitelé nebo nájemci dvora. V roce 1900 bylo v obci 9 rolníků a deset chalupníků. Od zavedení obecního zřízení v polovině 19. století do roku 1979 byly Račerovice samostatnou obci.
Spolek Domovina byl založen roku 1923 a divadelní spolek roku 1924.
Obecní škola byla zřízena roku 1902, od roku 1924 byla jednotřídní. Byla postavena nákladem 16 400 korun.
Od prosince roku 2017 byl odbahněn Račerovický rybník nedaleko vesnice.
| Rok            | 1869 | 1880 | 1890 | 1900 | 1910 | 1921 | 1930 | 1950 | 1961 | 1970 | 1980 | 1991 | 2001 |
| -------------- | ---- | ---- | ---- | ---- | ---- | ---- | ---- | ---- | ---- | ---- | ---- | ---- | ---- |
| Počet obyvatel | 182  | 163  | 187  | 222  | 222  | 239  | 234  | 149  | 160  | 148  | 147  | 158  | 155  |

## Galerie

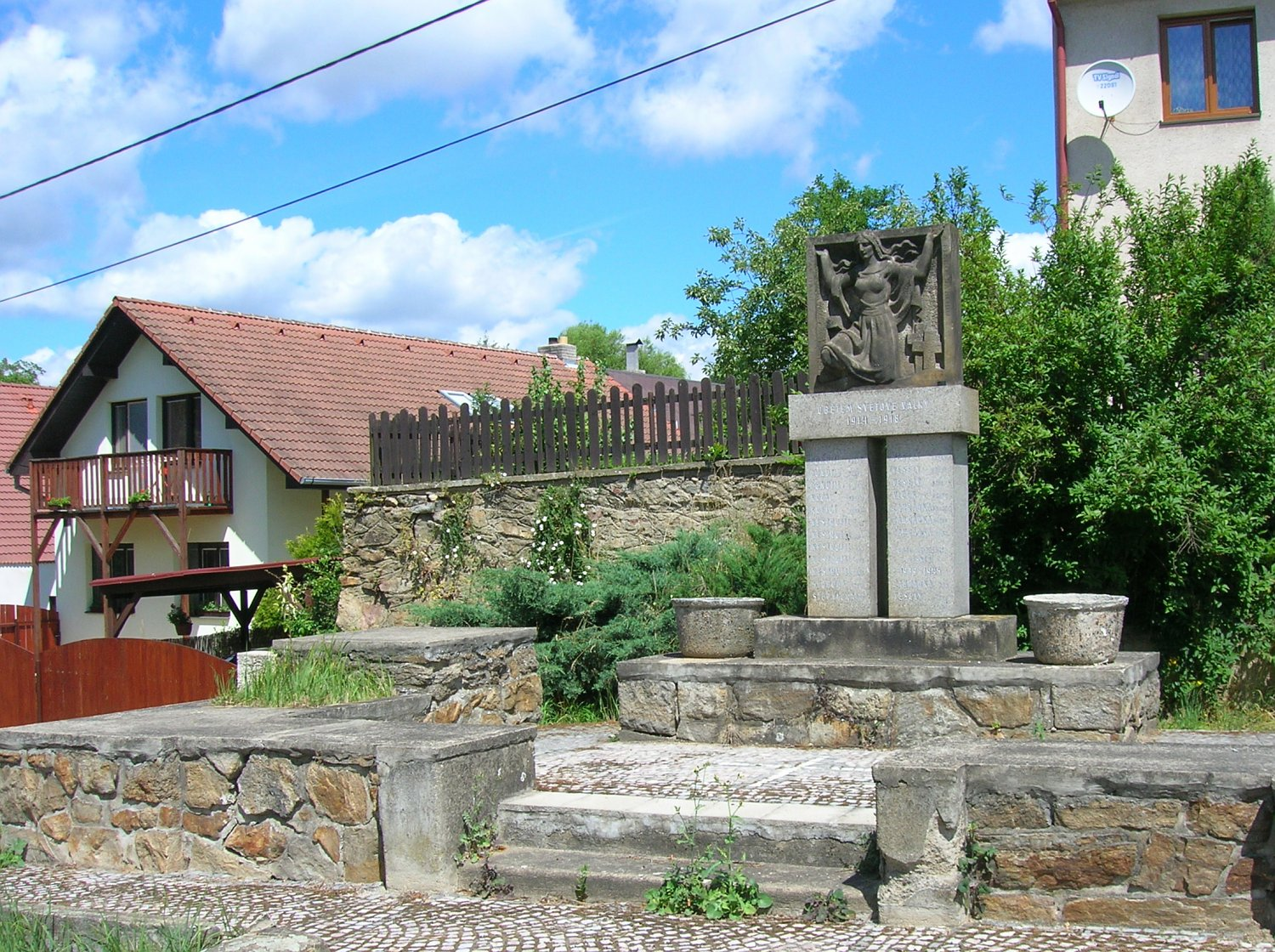
Račerovický památník obětem první a druhé světové války
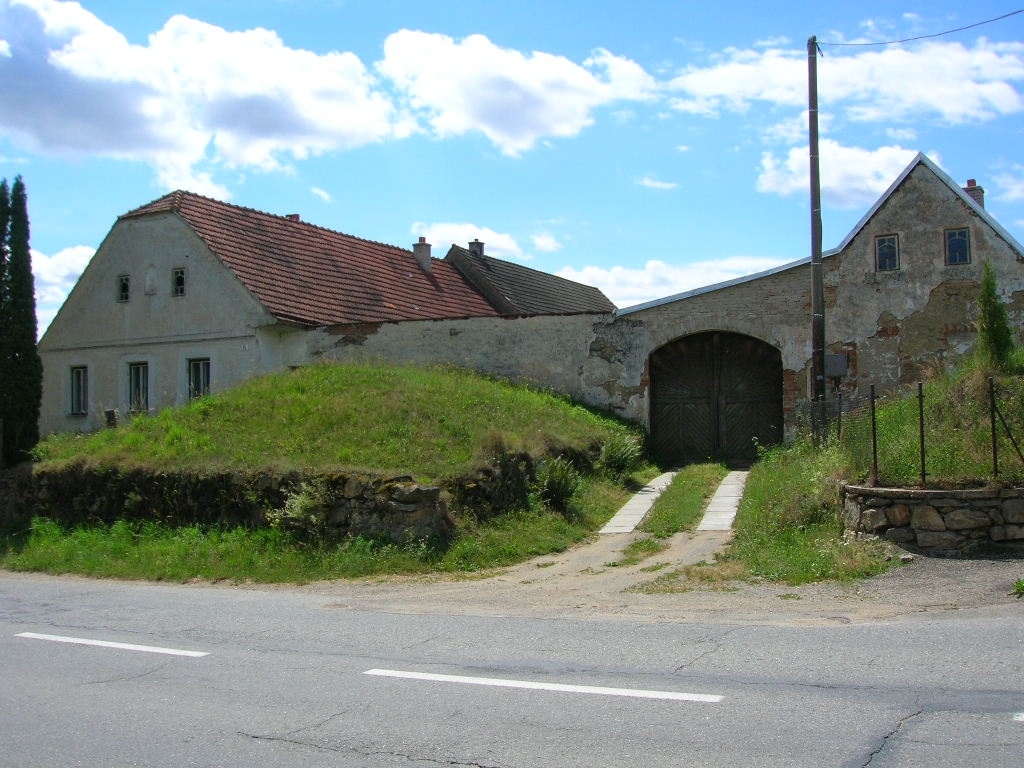
Jedna z mála dochovaných objektů staré zástavby
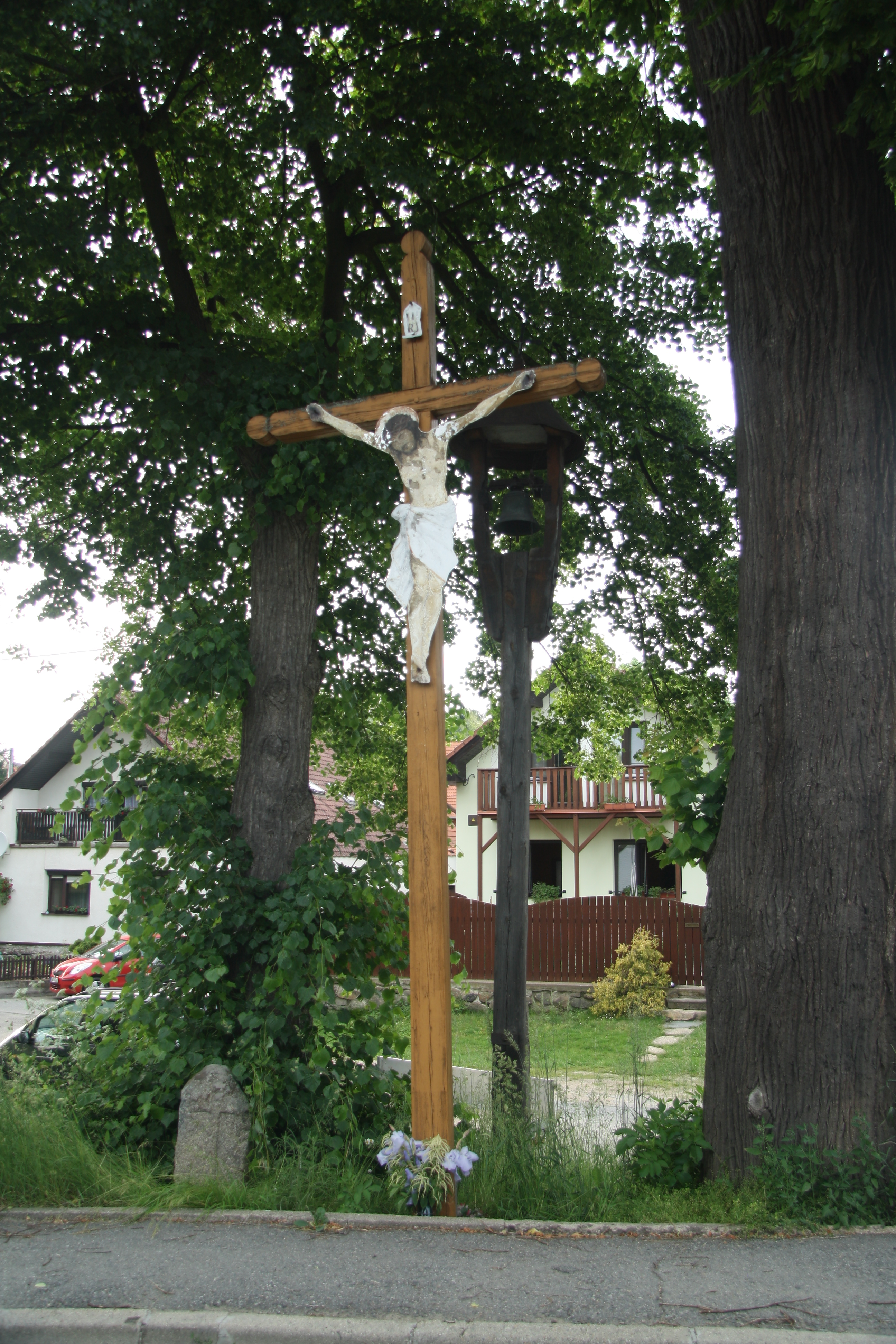
Dřevěný kříž, dřevěná zvonice a smírčí kámen stojící na návsi
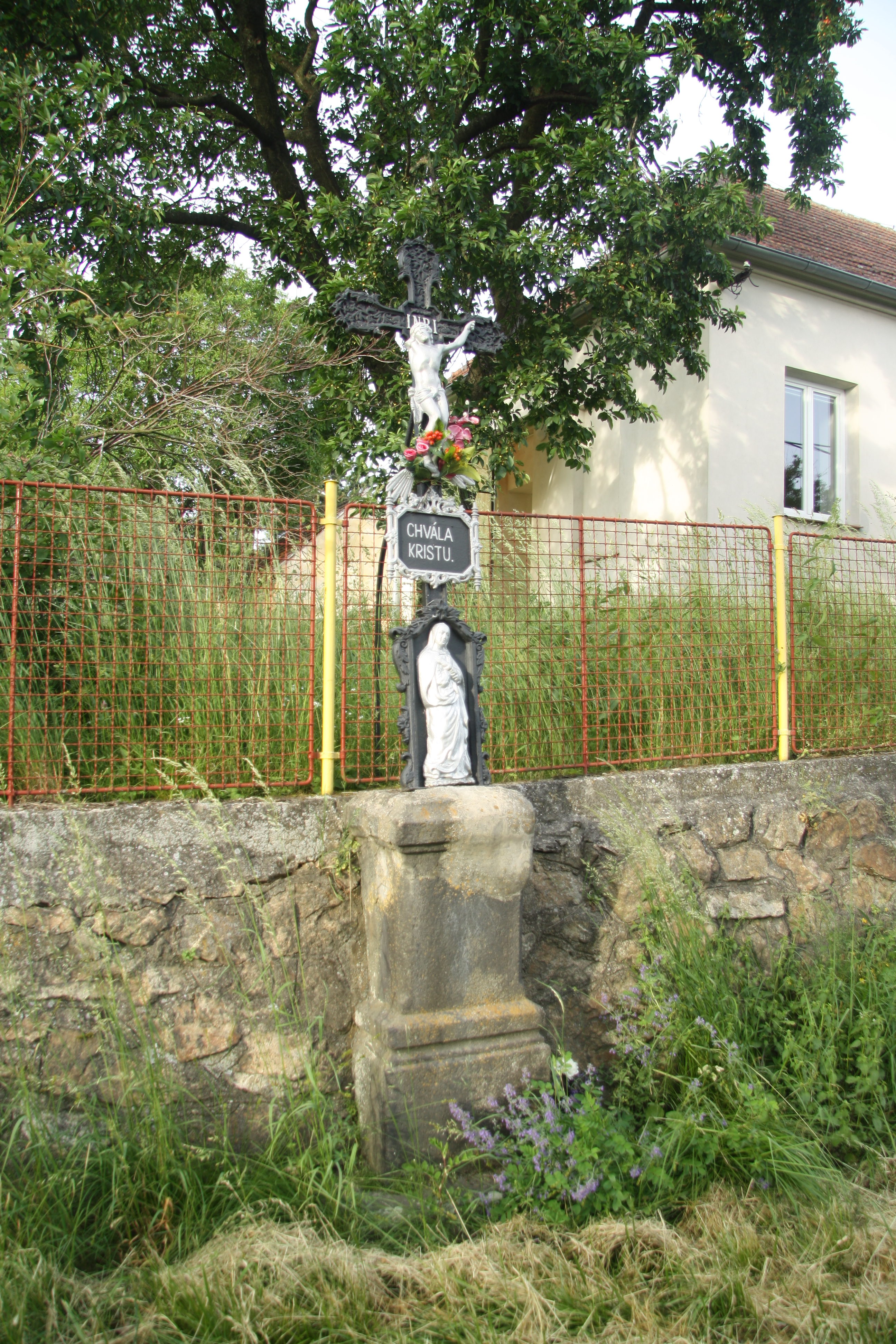
kříž před bývalou školou

## Doprava
Obcí prochází silnice II/351.

## Osobnosti
- Vincenc Svoboda (1887–1955), historik, pedagog, spisovatel, překladatel a vydavatel